# Неаполитанская Википедия
Неаполита́нская Википе́дия (неап. Wikipedia napulitana) — раздел Википедии на неаполитанском языке, созданный 21 декабря 2006 года. Основные аргументы в пользу создания были следующими:
- Приблизительное количество разговаривающих на этом языке составляет порядка 7—8 млн человек.
- Основное местоположение носителей языка: юг Италии в некоторых вариациях (от Абруццо и южного Лацио до северной Калабрии и северной Апулии); сосредоточен в Кампании, Италия, а также вследствие иммиграции распространён по миру.
- Неаполитанский язык очень похож на сицилийский, также к нему близки итальянский, корсиканский, сардинский и др. Неаполитанский — язык романской группы, сложившийся под влиянием греческого, каталанского, испанского, французского и арабских языков и, как следует из истории юга Италии, оскского наречия, долатинского языка, на которых разговаривали в области современного Неаполя.
- Существуют веб-сайты и организации, которые используют этот язык[2].

На апрель 2010 года этот раздел Википедии насчитывает более 13000 статей и 39 активных участников, 5 из которых имеют права администратора. Общее число страниц в разделе более 23500.

## Статистика
По состоянию на 16 июля 2025 года неаполитанский раздел Википедии содержит 14 930 статей. Зарегистрировано 32 587 участников, из них 26 совершили какое-либо действие за последние 30 дней, а 3 участника имеют статус администратора. Общее число правок составило 670 190.